# Coxelmis v-fasciata
Coxelmis v-fasciata is een keversoort uit de familie beekkevers (Elmidae). De wetenschappelijke naam van de soort werd in 1894 gepubliceerd door Arthur Mills Lea.